# Michelle Smith (atleta)
Michelle Smith (18 de junio de 2006) es una deportista virgenense que compite en atletismo, especialista en las carreras de vallas. En los Juegos Panamericanos de 2023 obtuvo una medalla de bronce en la prueba de 400 m vallas.

## Palmarés internacional
| Juegos Panamericanos | Juegos Panamericanos | Juegos Panamericanos | Juegos Panamericanos |
| Año                  | Lugar                | Medalla              | Prueba               |
| -------------------- | -------------------- | -------------------- | -------------------- |
| 2023                 | Santiago (Chile)     | Medalla de bronce    | 400 m vallas         |